# Ariana Pintor
Ariana Maciel Abranches Pintor (Porto, 5 de abril de 1988) é uma xadrezista portuguesa, detendo o título de Mestra FIDE. Venceu o Campeonato Nacional Feminino de Xadrez na categoria Sub-14 em 2002, na categoria Sub-20 em 2007 e na categoria Semi-Rápida em 2015. Participou da Olimpíada de Xadrez em Calvià 2004, Turim 2006, Dresda 2008 e Khanty-Mansiysk 2010.